# Iveco Bus Evadys
El Iveco Bus Evadys (anteriormente conocido como Irisbus Evadys), es un autocar interurbano y de excursión fabricado y comercializado por Irisbus de 2005 a 2013, y posteriormente por Iveco Bus desde 2013.
Se lanzó con un motor Iveco que cumplía con la normativa europea de contaminación Euro 4 y se fue modernizando con el paso de los años para cumplir con la normativa Euro 6. Se fabricó en la planta de Annonay (Francia) y posteriormente en la República Checa, en la planta de Vysoké Mýto (anteriormente Karosa).
El Evadys sustituye al Renault/Irisbus Iliade.

## Historia
El Evadys se creó a principios de la década de 2000 para sustituir al Irisbus Iliade, derivado del Renault FR1 de la primera mitad de la década de 1980 y, por lo tanto, bastante obsoleto. Se diseñó tanto para servicios interurbanos de alta gama como para servicios de alquiler de gama media. Para ello, se crearon dos versiones, H y HD, cada una dedicada a un tipo de servicio específico.
La producción se realizó en las plantas de Annonay y Vysoké Myto. En 2013, el Evadys se discontinuó, sin ser sustituido por ningún otro modelo; el nuevo Evadys, bajo la marca Iveco, se presentó en 2016, pero está basado en el Iveco Crossway.
Inicialmente, los autobuses Irisbus Evadys se fabricaron entre 2005 y 2013. En 2006, este autobús desplazó de la línea de montaje al modelo Irisbus Iliade. tenía una longitud de 12 o 12,8 metros. solo se fabricaron los modelos Irisbus Evadys HD inicialmente; en junio de 2007, aparecieron los modelos Irisbus Evadys H con una parte trasera actualizada. En 2013, la producción de autobuses se paralizó debido a la fusión de Irisbus con la planta italiana Iveco. Sin embargo, en septiembre de 2016, se reanudó la producción de autobuses bajo el nombre de Iveco Bus Evadys.
Fue fabricado entre 2005 y 2013 por el fabricante Irisbus, y posteriormente, en septiembre de 2016, Iveco Bus relanzó su producción. Sucede al Irisbus Iliade.

### Bajo la marca Irisbus(2005 - 2013)

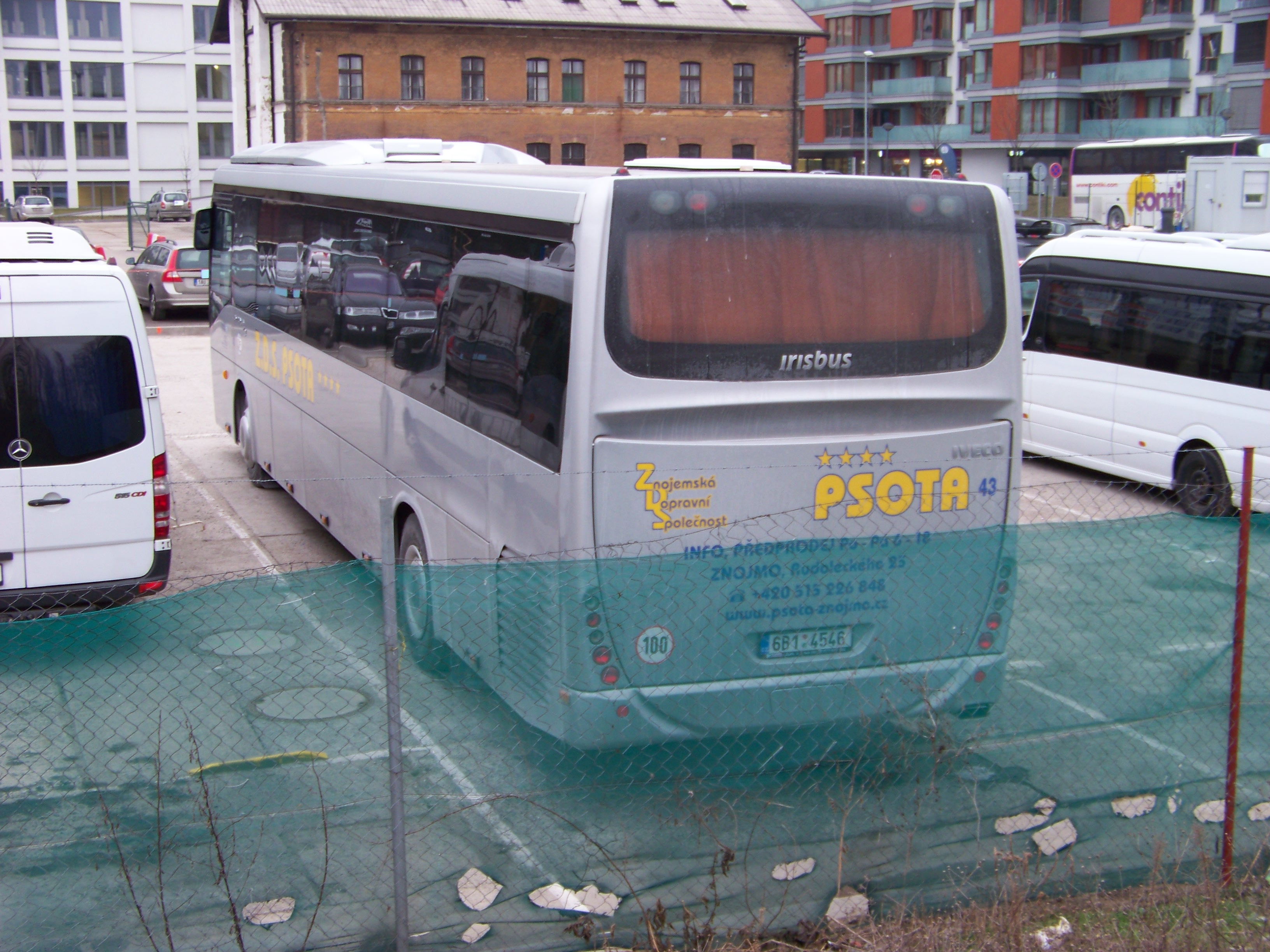
Parte trasera del Evadys H.

En 2005, Irisbus lanzó el Evadys. Se presentó como el sucesor del Iliade. La gama incluía dos longitudes: 12 m y 12,8 m.

La primera versión comercializada fue el Evadys HD en 2005. El Evadys H se lanzó posteriormente, en 2007. La parte trasera se rediseñó para la ocasión.

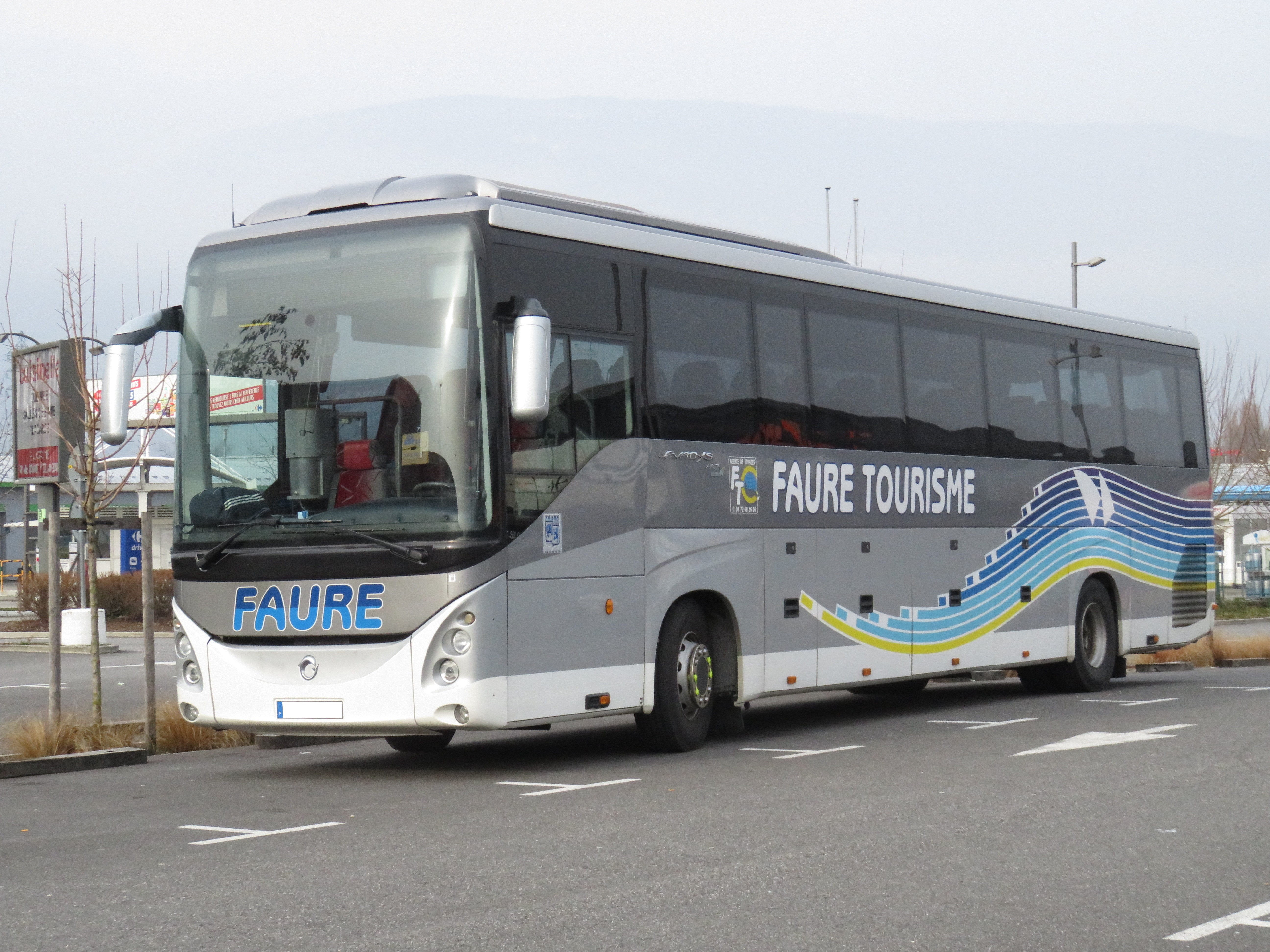
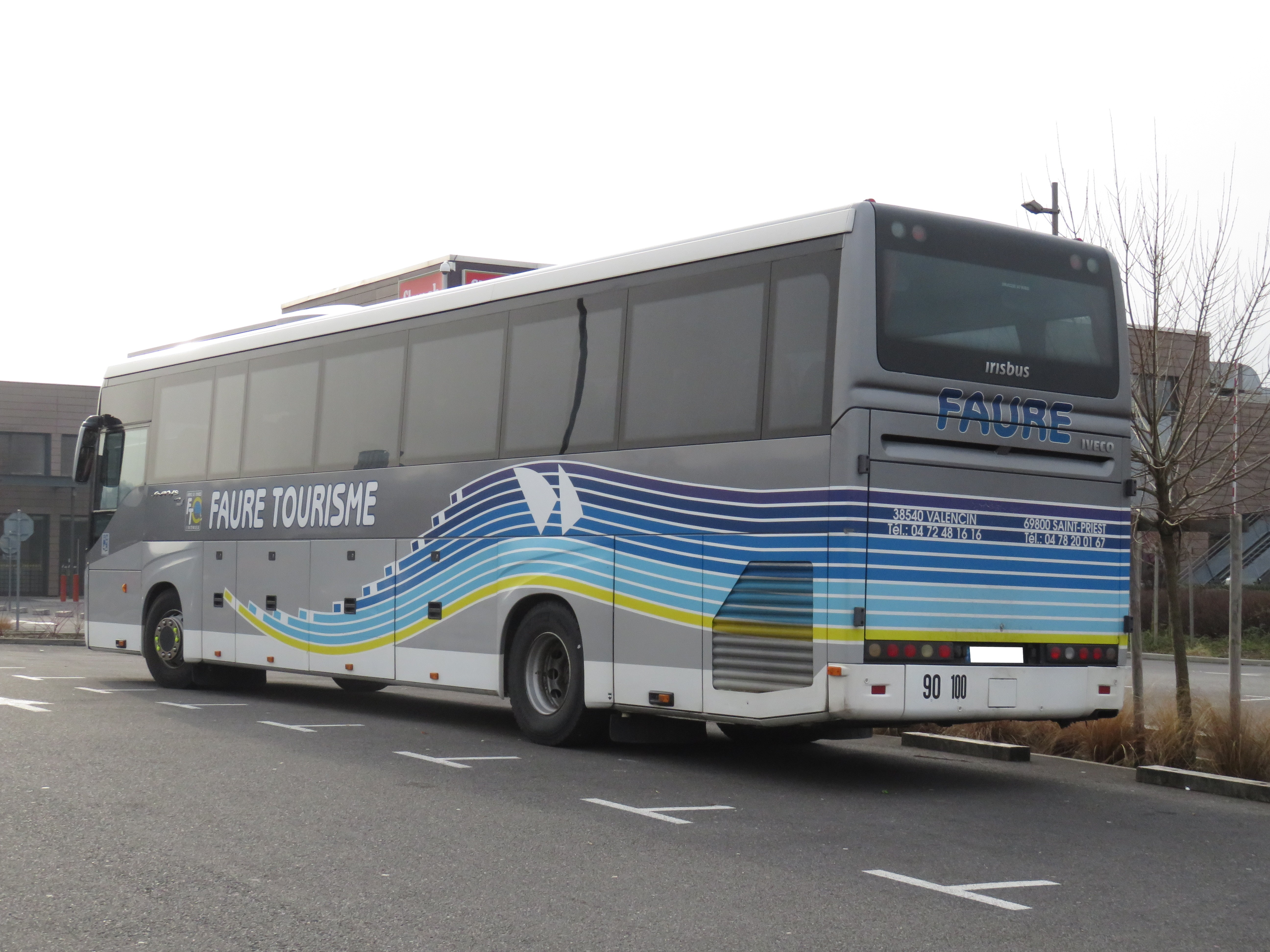

### Bajo la marca Iveco Bus(2016 -actualidad)
El 24 de mayo de 2013, la marca Irisbus fue sustituida por Iveco Bus tras la adquisición de Fiat Industrial por el grupo CNH Global (que pasó a llamarse CNH Industrial en septiembre de 2013). Todos los modelos fueron renovados y rebautizados, excepto el Evadys, que no fue renovado.
En septiembre de 2016, la marca decidió reiniciar la producción de la gama. Al igual que el modelo anterior, se situará entre el Crossway y el Magelys, y su estética es muy similar a la anterior.

La distribución interior se ha rediseñado por completo para facilitar la accesibilidad de los pasajeros, especialmente para personas con movilidad reducida, con una rampa de acceso motorizada y un espacio específico cerca de la puerta central.

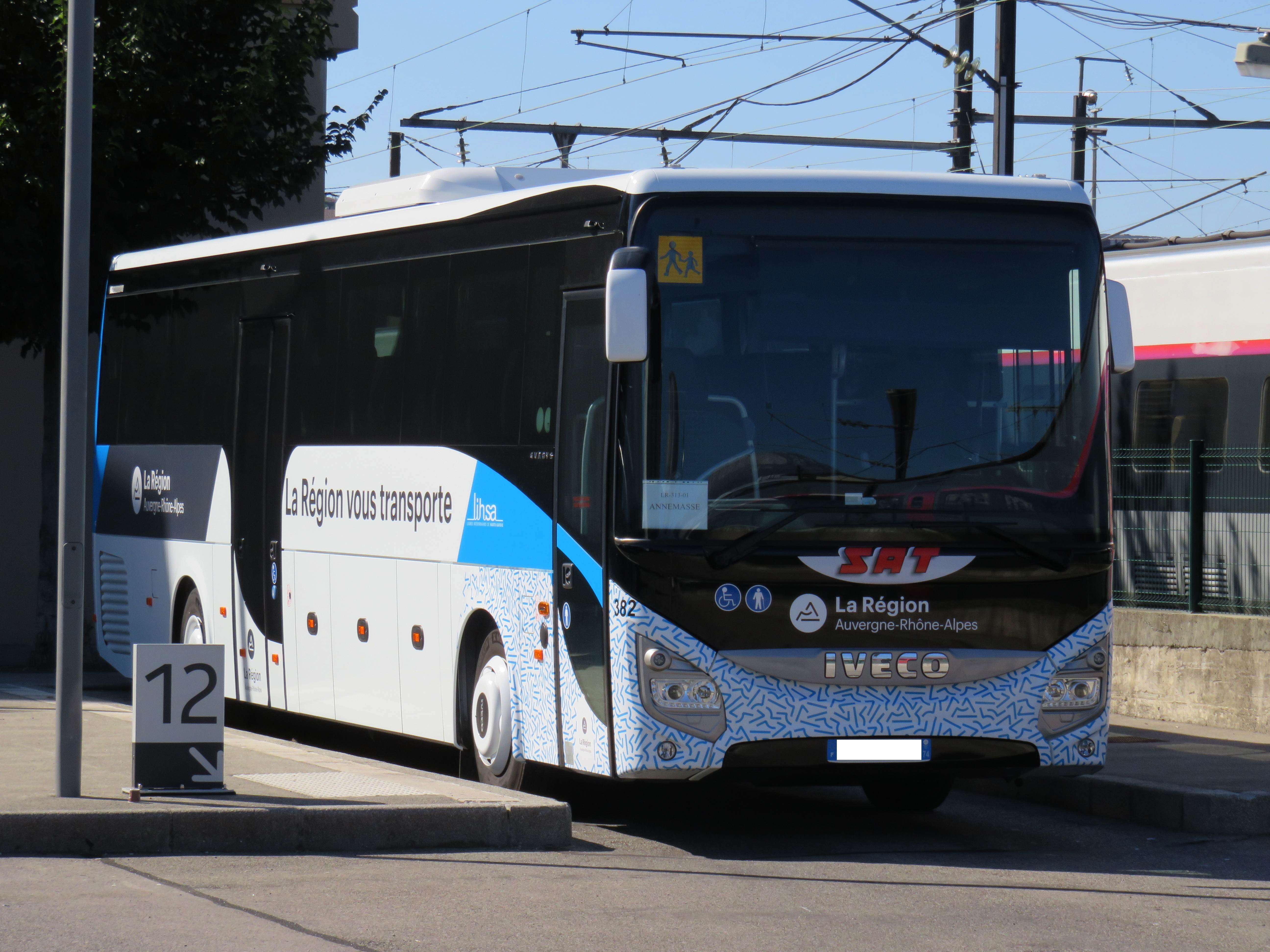
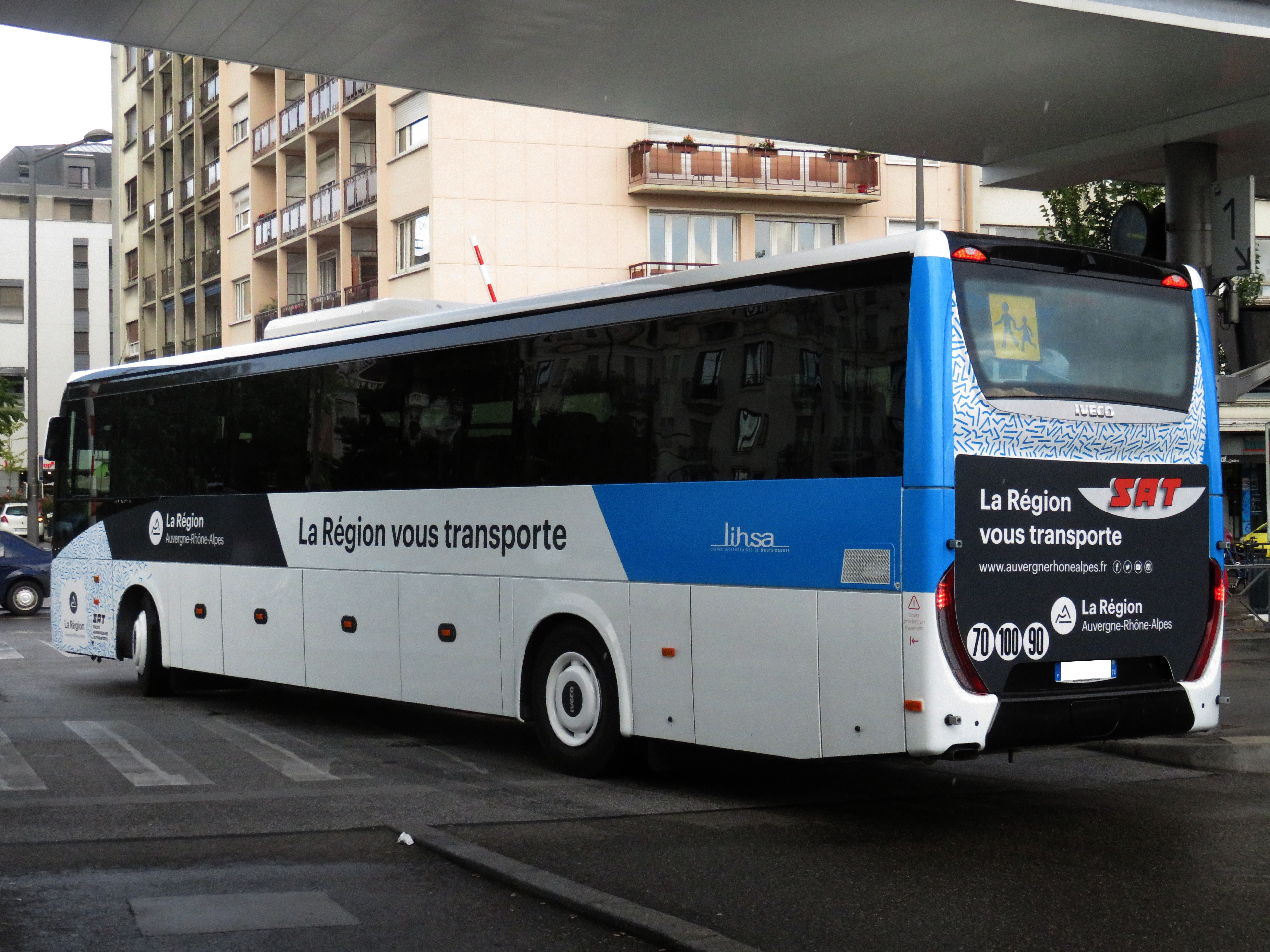

### Resumen sobre el Evadys
- Octubre de 2003: Presentación en Busworld en Kortrijk (Bélgica).[7]
- 2004: Lanzamiento del Evadys de preproducción, producido en cantidades muy limitadas, exclusivamente para ferias o demostraciones.[7]
- 2005: Lanzamiento y comercialización del Evadys bajo la marca Irisbus con la versión HD
- 2007: Renovación de la parte trasera y lanzamiento y comercialización de la versión H.
- 2013 : arrêt de la fabrication et la commercialisation du modèle.
- Septiembre de 2016: Relanzamiento del Evadys bajo la marca Iveco Bus. Presentación oficial en la feria IAA de Hannover.[8]
- Finales de 2016: Lanzamiento comercial.

| Generaciones                  | Producción | Derivado de Irisbus / Iveco Bus                 | Modelos similares                        |
| ----------------------------- | ---------- | ----------------------------------------------- | ---------------------------------------- |
| Irisbus Evadys (2005 - 2013)  |            | Irisbus Crossway Pro ; Irisbus Magelys Pro      |                                          |
| Iveco Bus Evadys (2016 - ...) |            | Iveco Bus Crossway Pro ; Iveco Bus Magelys Line | MAN Lion's Regio ; Mercedes-Benz Integro |

## Generaciones

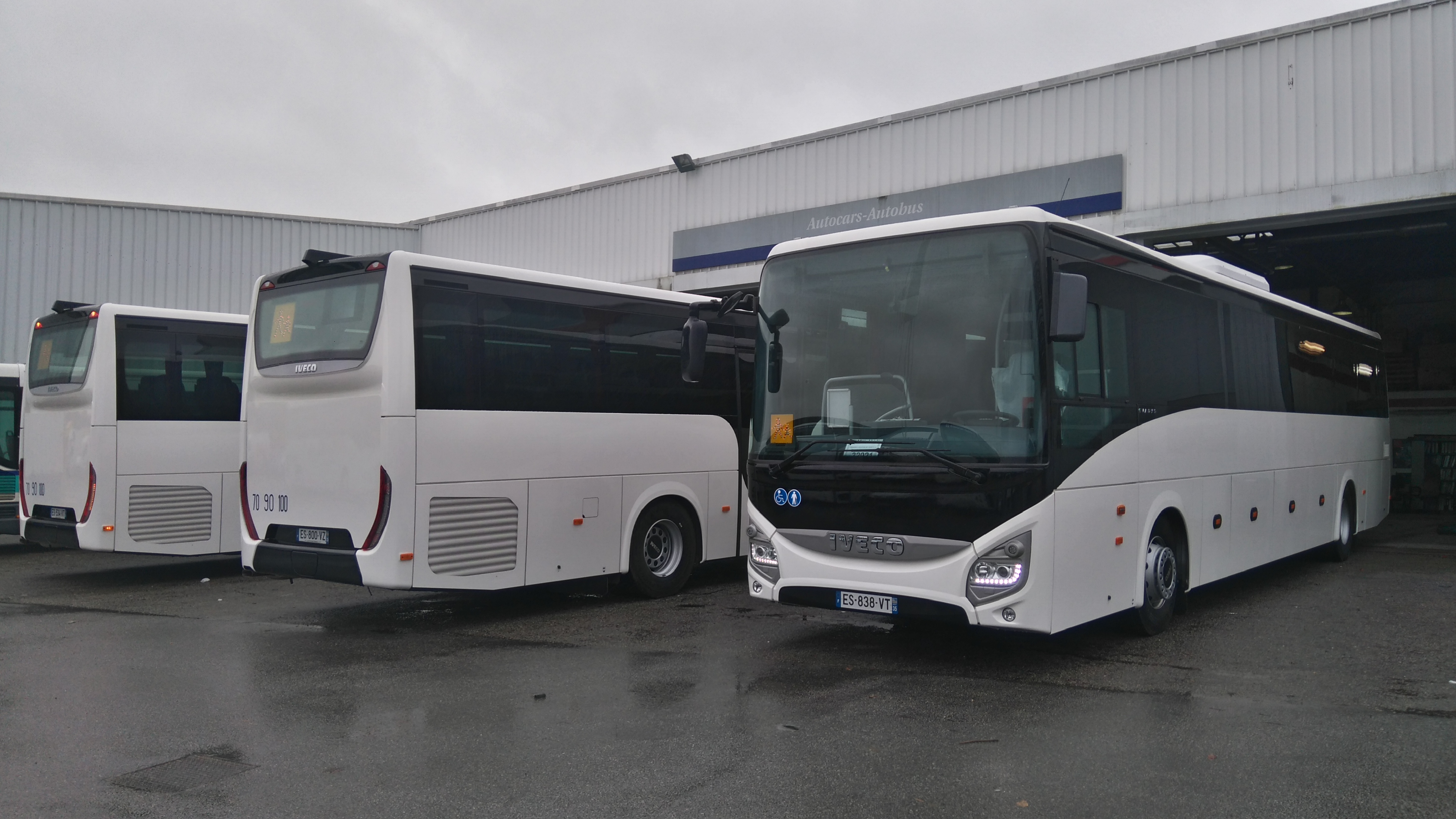
Iveco Bus Evadys, laterales delantero y trasero.

El Evadys se fabricó con cuatro generaciones de motores diésel:
- Euro 3: Fabricado entre 2005 y 2007, con motor Iveco Cursor 8.
- Euro 4: Fabricado entre 2006 y 2009, con motor Iveco Cursor 8 o Cursor 10.
- Euro 5: Fabricado entre 2009 y 2013, con motor Iveco Cursor 8 o Cursor 10.
- Euro 6: Fabricado desde 2016, con motor Iveco Cursor 9.

## Las diferentes versiones

### Evadys de preproducción
Fabricado exclusivamente para salones del automóvil y presentaciones de vehículos en redes, el Evadys de preproducción se fabricó en muy pocas unidades y solo en 2004. Se diferencia de otros Evadys por la posición de los faros delanteros, que recuerdan mucho al Ares de 1998. Posteriormente, la marca los rediseñó.e.
- Comercialización: 2004.

### Evadys H

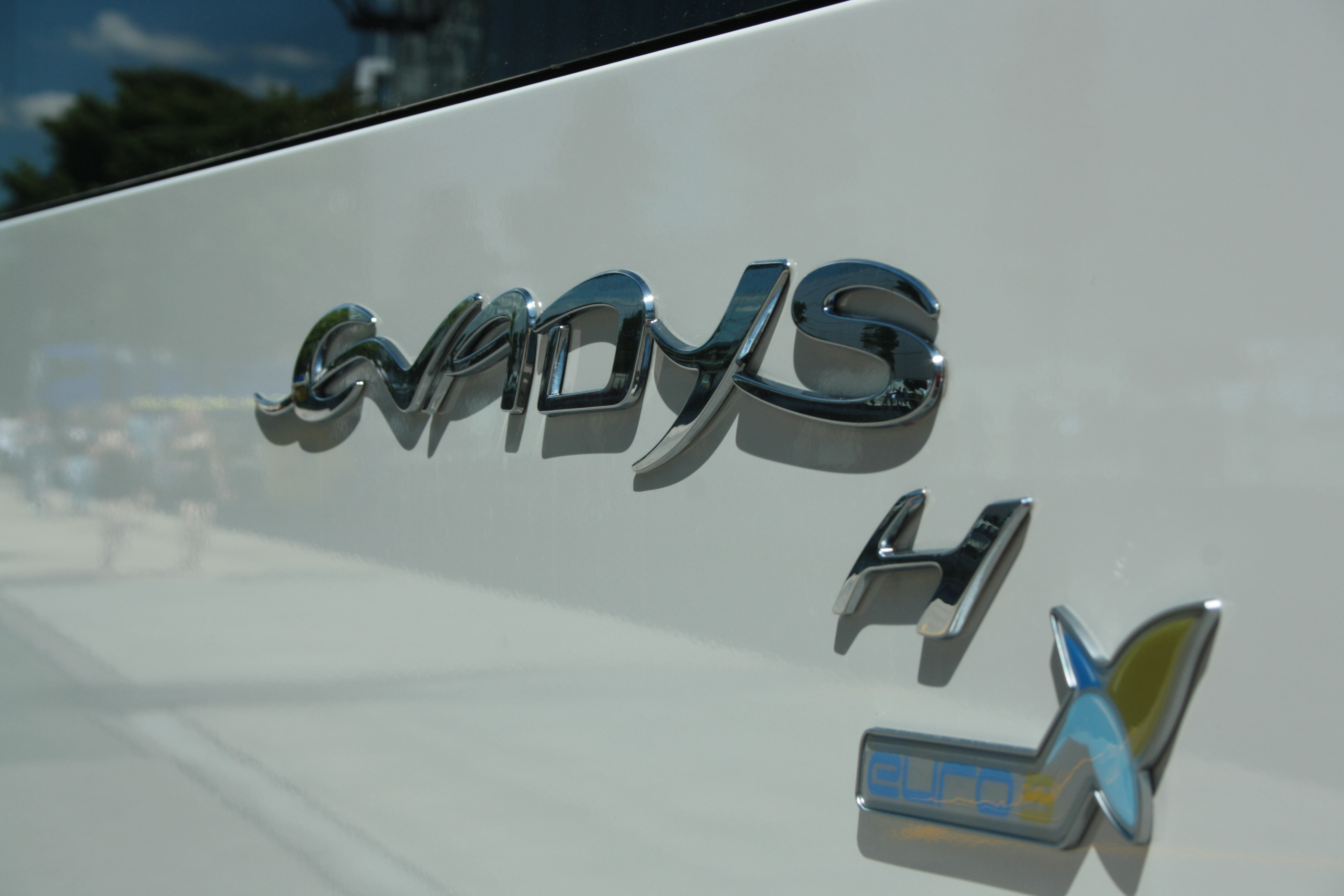
Detalle del logotipo "Evadys H"

Este vehículo se utiliza generalmente en líneas regulares (departamentales, regionales, TER, etc.). Para diferenciarlo de la versión HD, tiene la misma parte trasera que el Arway. 
- Comercialización: 2005 al 2013.
- Motor: Iveco Cursor 8 con caja de cambios ZF 6S.
- Configuración: Interurbano

### Evadys HD

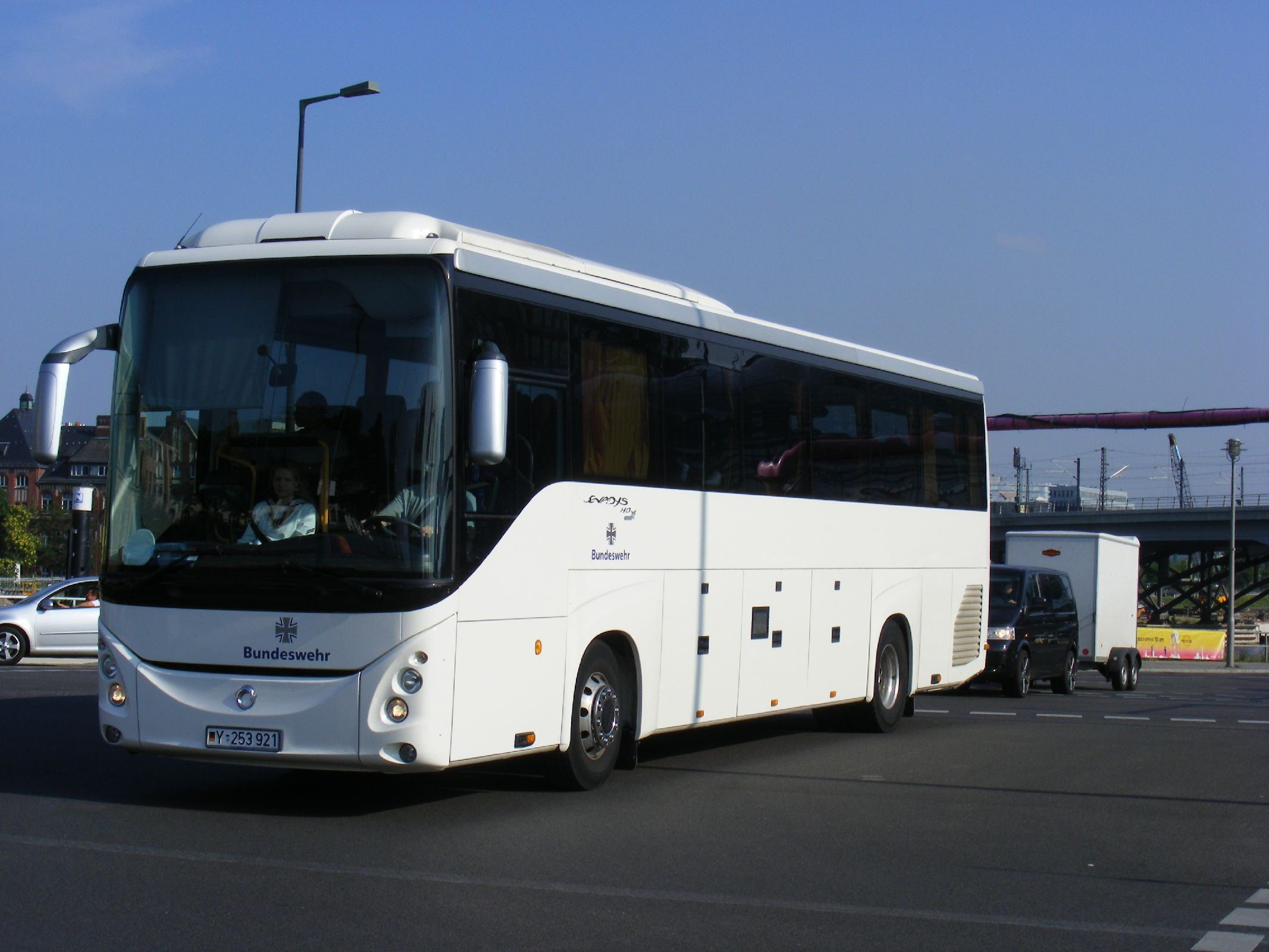
Irisbus Evadys HD.

Este vehículo se utiliza generalmente para excursiones o turismo. Dispone de cama para el conductor como opción. 
- Fabricado entre 2005 y 2013.
- Motores: Iveco Cursor 8 y Cursor 10 con caja de cambios ZF Astronic.
- Configuración: Gran Turismo

## Características

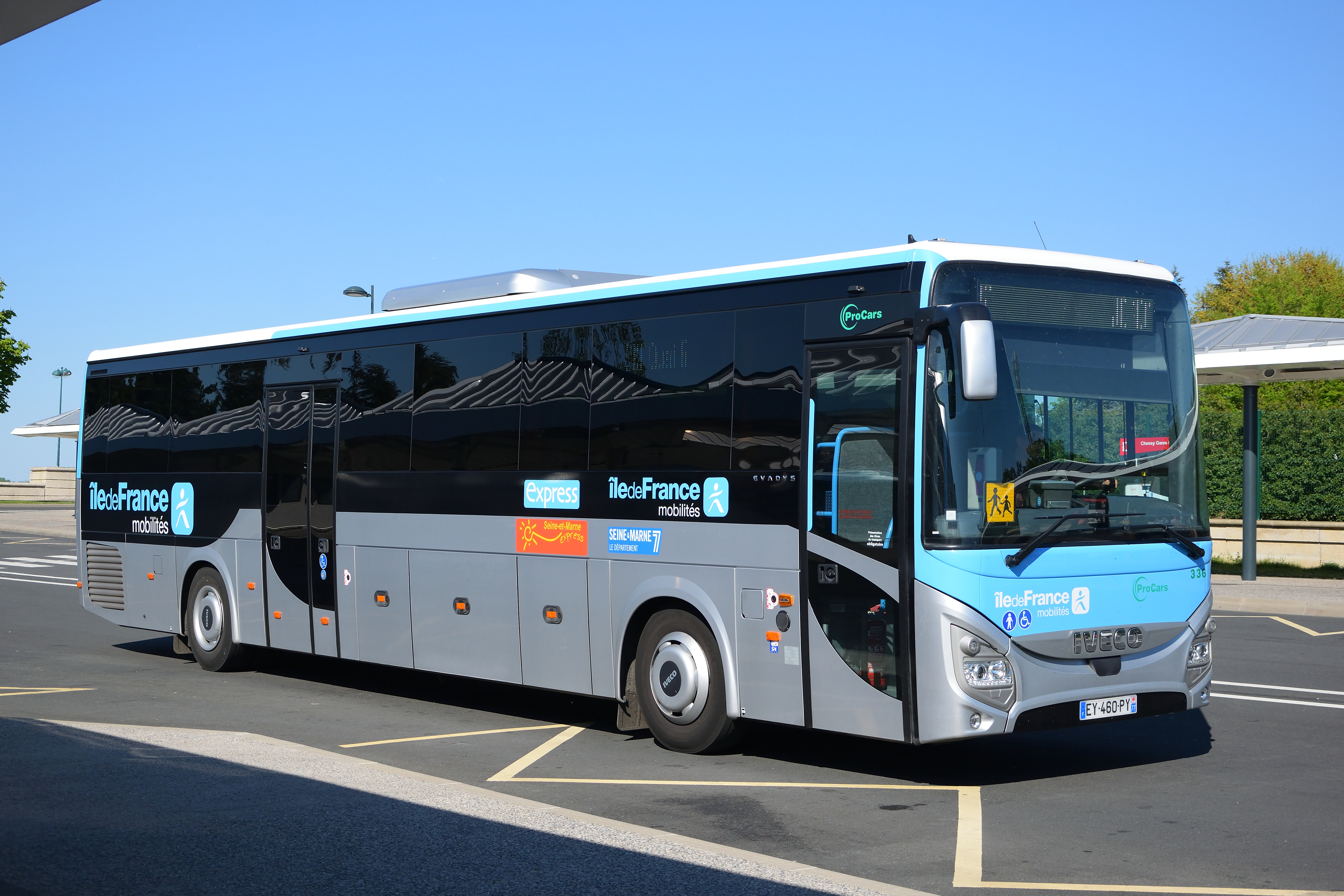
Iveco Bus Evadys.

El Evadys está equipado con el motor Cursor 8, que desarrolla 310 o 352 CV y cumple con la normativa Euro 4 (posteriormente adaptado a la normativa EEV con las versiones de 330 y 380 CV). El Cursor 10 de 450 CV solo estaba disponible para la versión HD. La transmisión es manual (ZF 6S de 6 velocidades) o automática (ZF AS-Tronic de 12 velocidades).
Un elevador para sillas de ruedas (para la versión H) y una litera para el conductor (para la versión HD) están disponibles como opción. Estéticamente, adopta varios rasgos de estilo del Arway y el Ares; en comparación con este último, presenta una línea más elegante y menos angulosa.

### Dimensiones
|                                 | Irisbus Evadys H          | Irisbus Evadys H          | Irisbus Evadys HD         | Irisbus Evadys HD         | Iveco Bus Evadys | Iveco Bus Evadys |
| ------------------------------- | ------------------------- | ------------------------- | ------------------------- | ------------------------- | ---------------- | ---------------- |
| 12m (2007 à 2013)               | 12.8m (2007 à 2013)       | 12m (2005 à 2013)         | 12.8m (2005 à 2013)       | 12m (2016 à ...)          | 13m (2016 à ...) |                  |
| Longitud                        | 11 976 mm                 | 12 708 mm                 | 11 943 mm                 | 12 708 mm                 | 12 097 mm        | 12 962 mm        |
| Anchura (sin retrovisores)      | 2550 mm                   | 2550 mm                   | 2550 mm                   | 2550 mm                   | 2550 mm          | 2550 mm          |
| Altura (sin clim.)*             | 3456 mm                   | 3451 mm                   | 3775 mm                   | 3775 mm                   | 3460 mm          | 3460 mm          |
| Distancia entre ejes            | 6200 mm                   | 6965 mm                   | 6200 mm                   | 6965 mm                   | 6200 mm          | 7065 mm          |
| Sobresalida                     | Av : 2483 mm Ar : 3293 mm | Av : 2483 mm Ar : 3293 mm | Av : 2483 mm Ar : 3260 mm | Av : 2483 mm Ar : 3260 mm |                  |                  |
| Radio de giro (entre bordillos) | 8854 mm                   | 9851 mm                   | 9223 mm                   | 10 241 mm                 | 8990 mm          | 10 120 mm        |
| Ángulo de ataque/escape         |                           |                           |                           |                           |                  |                  |
| Peso vacío**                    |                           |                           |                           |                           |                  |                  |
| P.T.A.C.                        | 19 000 kg                 | 19 000 kg                 | 19 000 kg                 | 19 000 kg                 | 19 000 kg        | 19 000 kg        |
| Capacidad sentada**             | 55 / 59                   | 63                        | 59                        | 61                        |                  |                  |
| Almacenamiento                  |                           |                           |                           |                           |                  |                  |
| Puertas                         | 2                         | 2                         | 2                         | 2                         | 2                | 2                |
| Altura del suelo                |                           |                           | 132 mm                    | 132 mm                    |                  |                  |
| Tanque de combustible           |                           |                           |                           |                           |                  |                  |

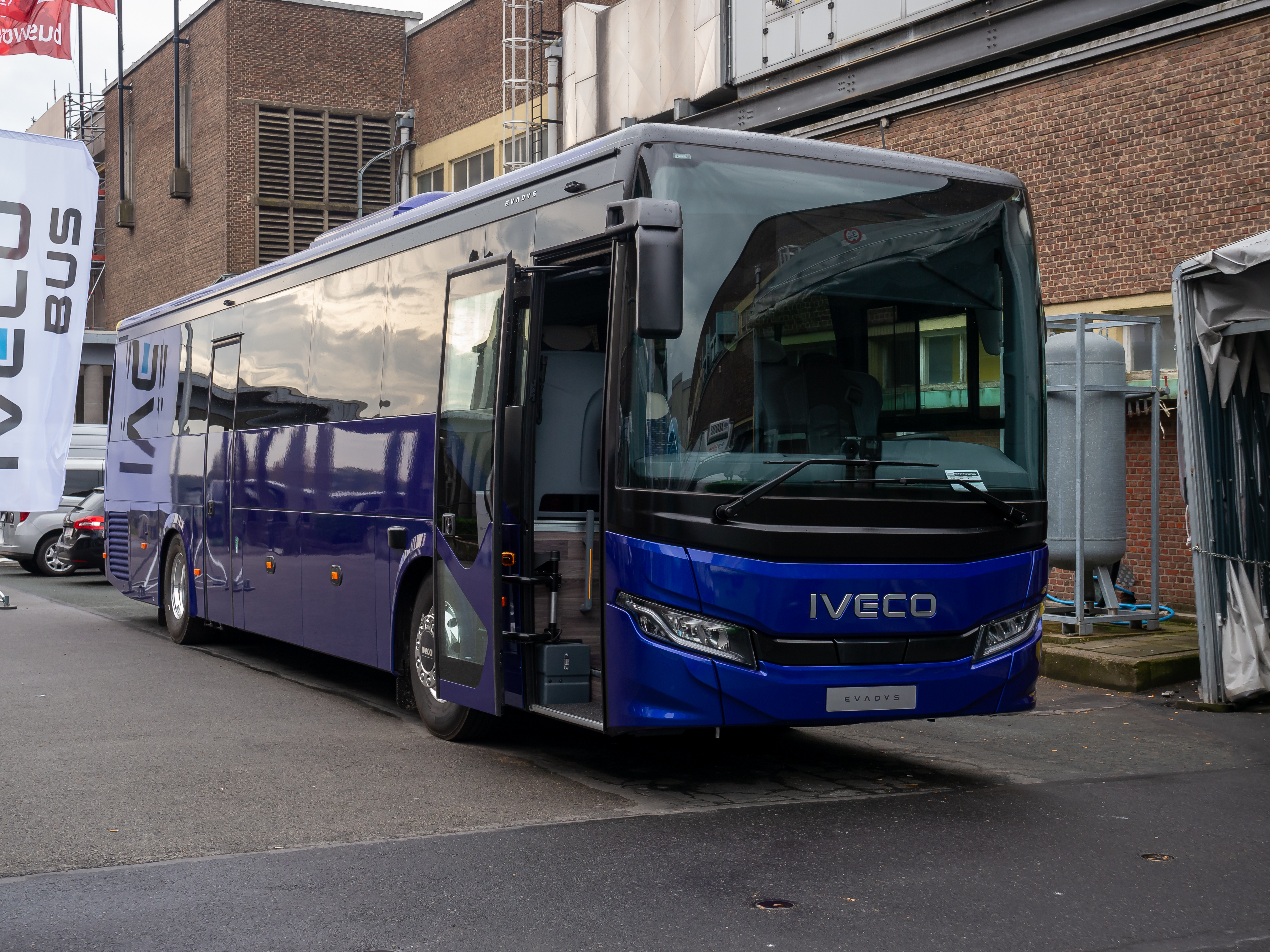
Nuevo Evadys 2023

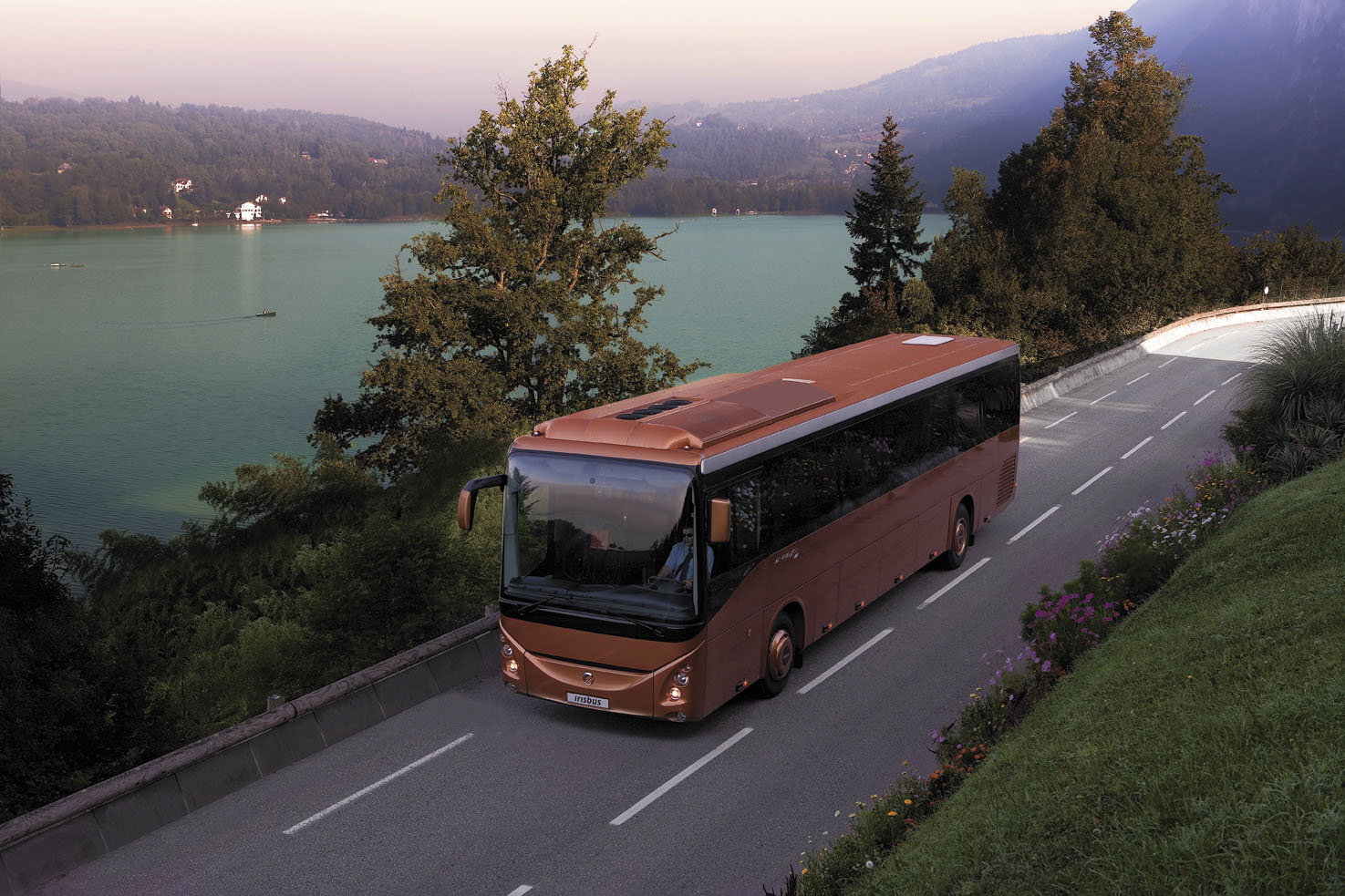
Irisbus Evadys H 12.8 m.

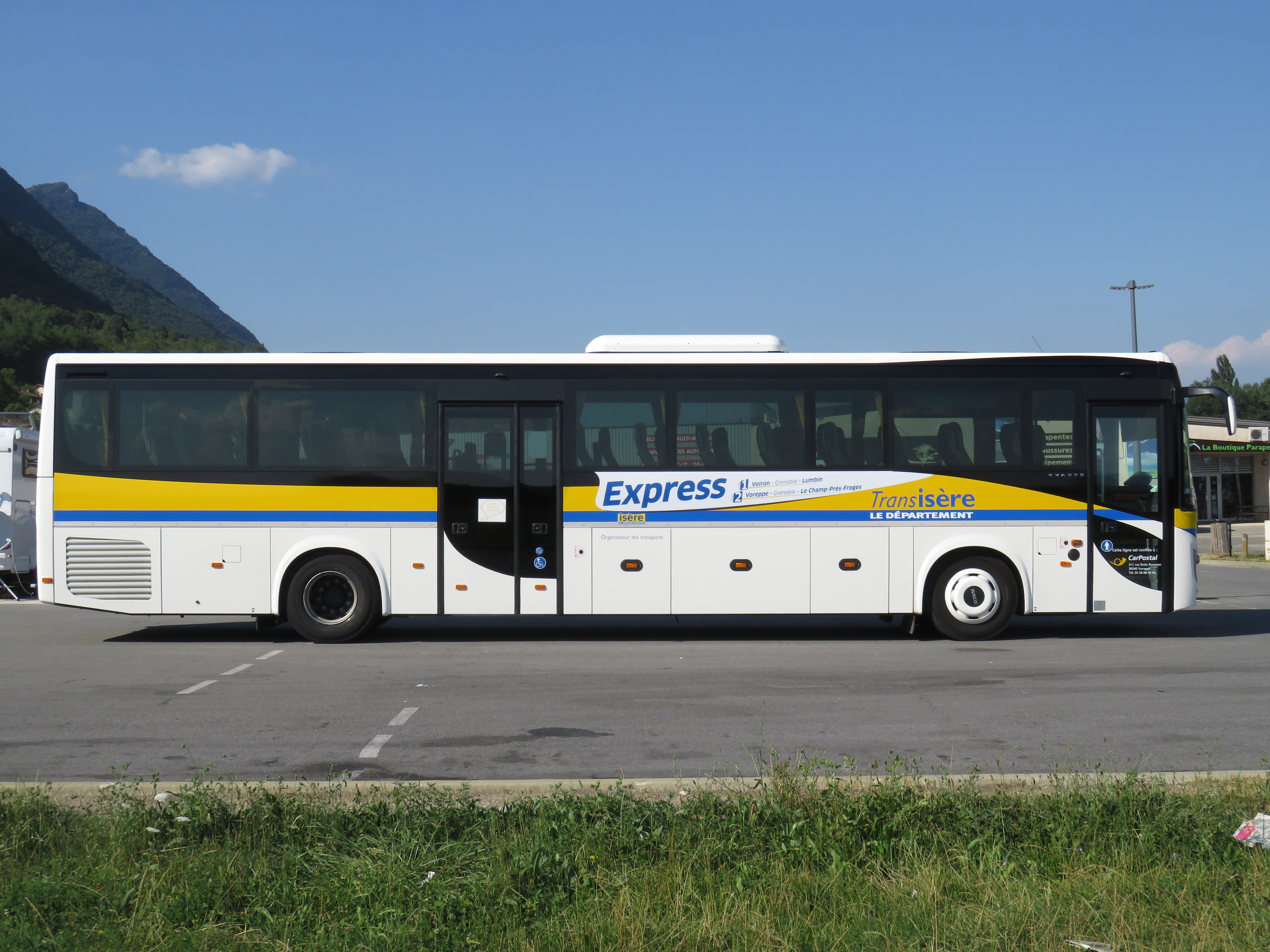
Iveco Bus Evadys 13 m.

* = con aire acondicionado: ? ; ** = varía según la distribución interior.

### Tren motriz

#### Motor
El Evadys ha tenido varios motores diésel modificados a lo largo de su producción para cumplir con diversas normas europeas de contaminación. 
- El Iveco Cursor 8 (Euro 3) es un motor turboalimentado de seis cilindros en línea de 7,9 litros que genera 310 y 352 CV.
- El Iveco Cursor 8 (Euro 4 y 5 EEV) es un motor turboalimentado de seis cilindros en línea de 7,9 litros que genera 330 CV.
- El Iveco Cursor 9 (Euro 6) es un motor turboalimentado de seis cilindros en línea de 8,7 litros que genera 360 CV.
- El Iveco Cursor 10 (Euro 4 y 5 EEV) es un motor turboalimentado de seis cilindros en línea de 2 litros que genera 430 CV.

Está disponible con transmisión manual, semiautomática o automática. Más información: consulte la sección Caja de cambios.
| Modelo                                     | Período   | Moteur + Nom                                | Normativa de emisiones | Cilindrada       | Potencia máximaPotencia      | Couple                | Velocidad máxima | Consumo + CO2     |
| ------------------------------------------ | --------- | ------------------------------------------- | ---------------------- | ---------------- | ---------------------------- | --------------------- | ---------------- | ----------------- |
| Irisbus Evadys H (Semiauto. 12 o mecá. 6)  | 2007-2013 | Iveco Cursor 8 F2B de 6 cilindros en línea  | Euro 4, 5 y EEV        | 7880 cm3 (7,9 L) | 242 kW (330 CV) a ... r/min  | ... N⋅m a r/min       | 100 km/h         | ... l/100 km g/km |
| Irisbus Evadys HD (Semiauto. 12 o mecá. 6) | 2005-2007 | Iveco Cursor 8 F2B de 6 cilindros en línea  | Euro 3                 | 7880 cm3 (7,9 L) | 228 kW (310 CV)              |                       | 100 km/h         |                   |
| Irisbus Evadys HD (Semiauto. 12 o mecá. 6) | 2005-2007 | Iveco Cursor 8 F2B de 6 cilindros en línea  | Euro 3                 | 7880 cm3 (7,9 L) | 259 kW (352 CV)              |                       | 100 km/h         |                   |
| Irisbus Evadys HD (Semiauto. 12 o mecá. 6) | 2007-2013 | Iveco Cursor 10 F3A de 6 cilindros en línea | Euro 4, 5 y EEV        |                  | 316 kW (430 CV)              |                       | 100 km/h         |                   |
| Iveco Bus Evadys (Auto. 6)                 | 2016-...  | 6Iveco Cursor 9 de 6 cilindros en línea     | Euro 6                 | 8700 cm3 (8,7 L) | 265 kW (360 CV) a 2500 r/min | 1650 N⋅m a 1200 r/min | 100 km/h         |                   |

* Limitado electrónicamente a 100 km/h.
Iveco también ofrece una versión EEV del Cursor 8, una norma mucho más restrictiva que Euro 5. Todos los motores están equipados con un filtro SCR. A diferencia de otros fabricantes, Iveco es el único que ofrece de serie este sistema especialmente eficiente sin recirculación. Este sistema incluye un Catalizador de Oxidación Diésel (DOC) y un Filtro de Partículas Diésel (DPF). Este sistema, sin EGR, no afecta al proceso de combustión: el motor solo introduce aire fresco y limpio, sin mezclarlo con los gases de escape calientes recirculados. El sistema HI-SCR tampoco necesita inyectar combustible en el escape para regenerar el filtro de partículas, evitando así altas temperaturas en los gases de escape.

#### Cajas de cambios

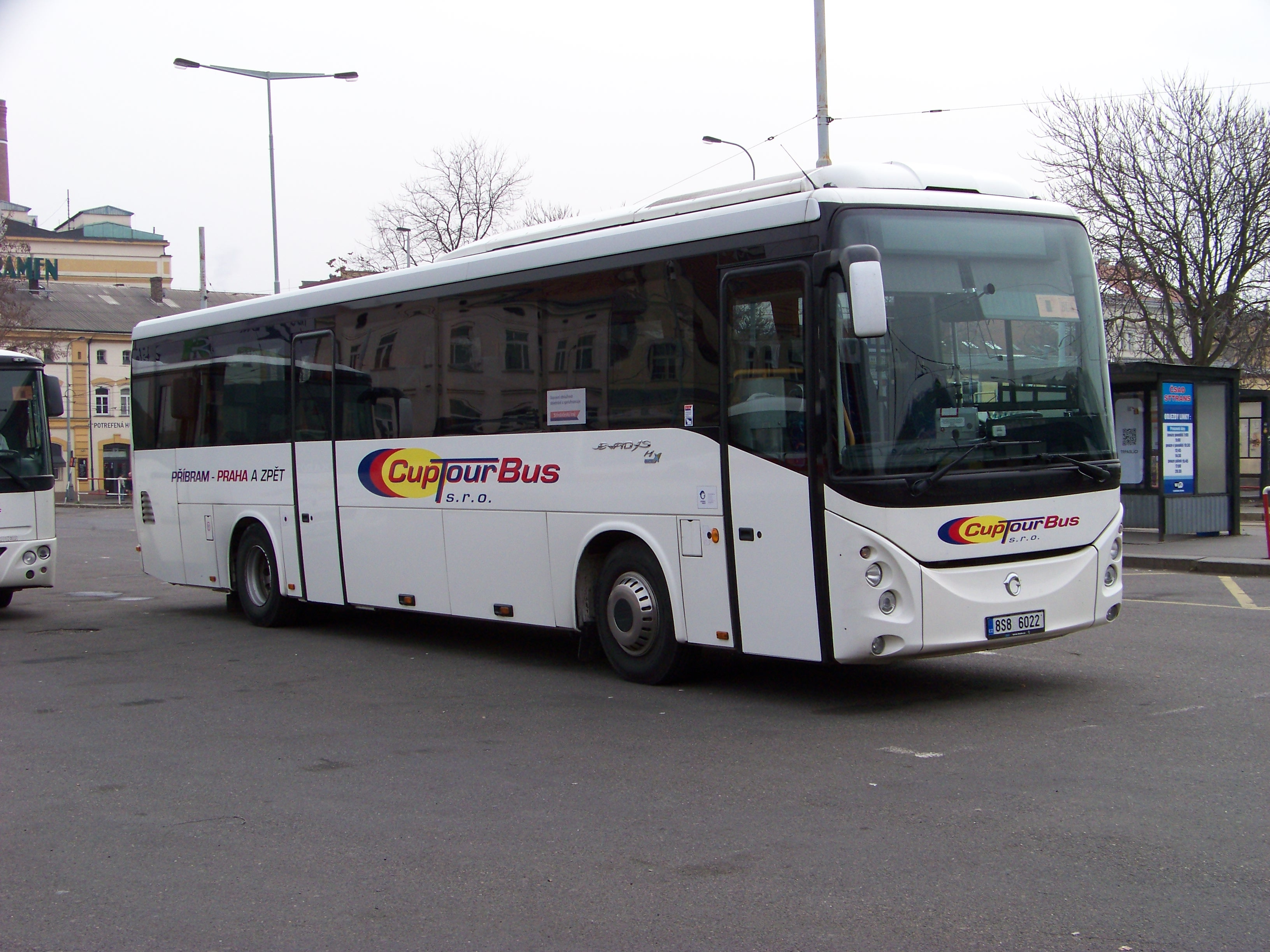
Irisbus Evadys en Smíchov, barrio de Praga, República Checa

El Evadys estará equipado con transmisión manual, semiautomática o automática. 
- Transmisión manual :
  - ZF 6S de 6 velocidades, en los motores Iveco Cursor 8 y 10.
- Transmisión semiautomática:
  - ZF Astronic 12 de 12 velocidades, en los motores Iveco Cursor 8 y 10.
- Transmisión automática :
  - ZF de 6 velocidades, en los motores Iveco Cursor 9.

### Mecánica
Suspensión : neumática.
- Delantera: 2 muelles neumáticos / 2 amortiguadores / 1 barra estabilizadora / 1 válvula niveladora
- Trasera: 4 muelles neumáticos / 4 amortiguadores telescópicos / 4 puntales / 1 barra estabilizadora / 2 válvulas niveladoras

Dirección : hidráulico tipo ZF 8098.
Frenos : Neumáticos de disco para la parte delantera y trasera.

### Chasis y carrocería

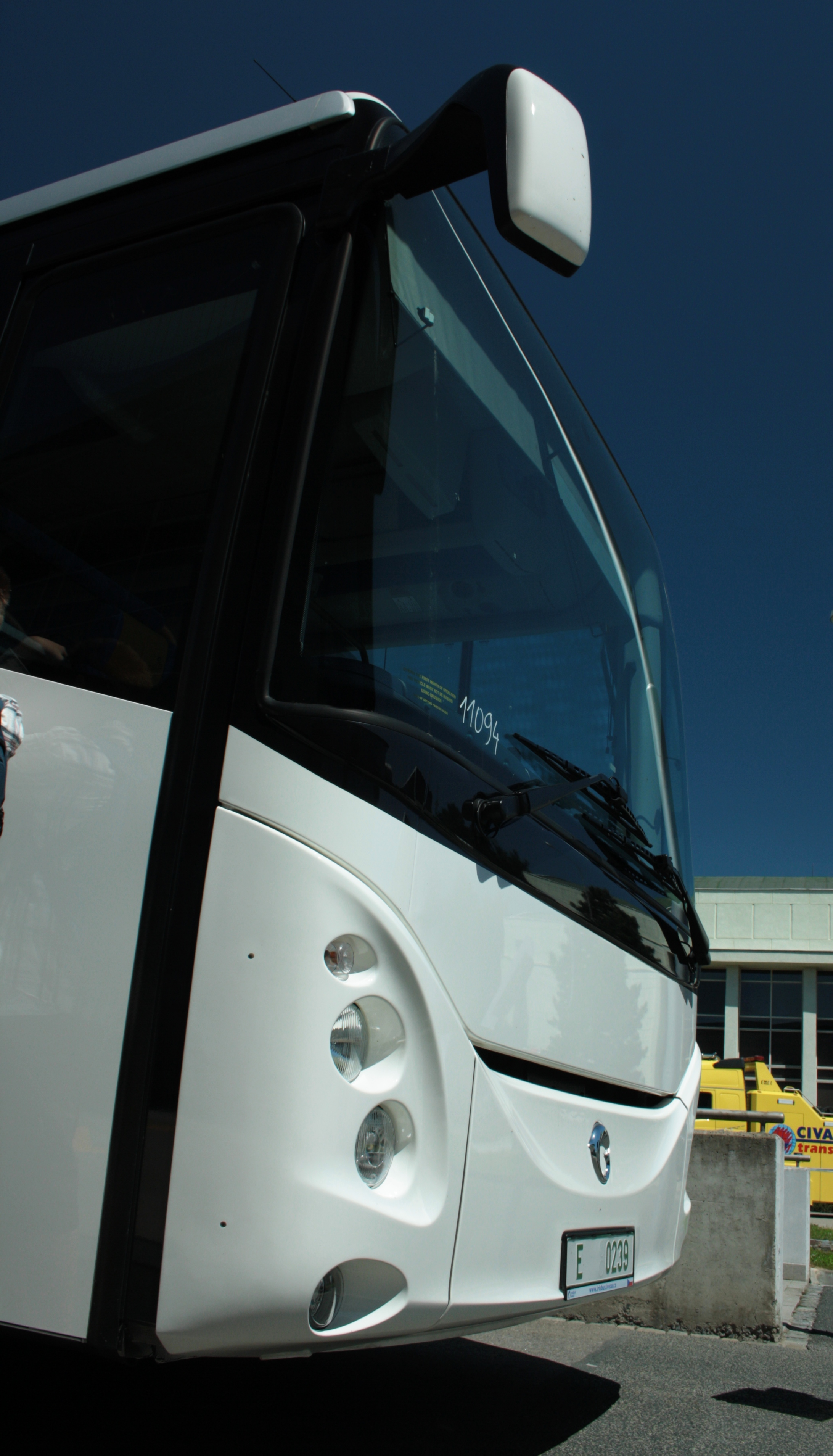
Vista frontal del Irisbus Evadys fase 1

Los primeros ejemplares de este autocar se construyeron sobre el chasis Irisbus Ares.

### Opciones y accesorios

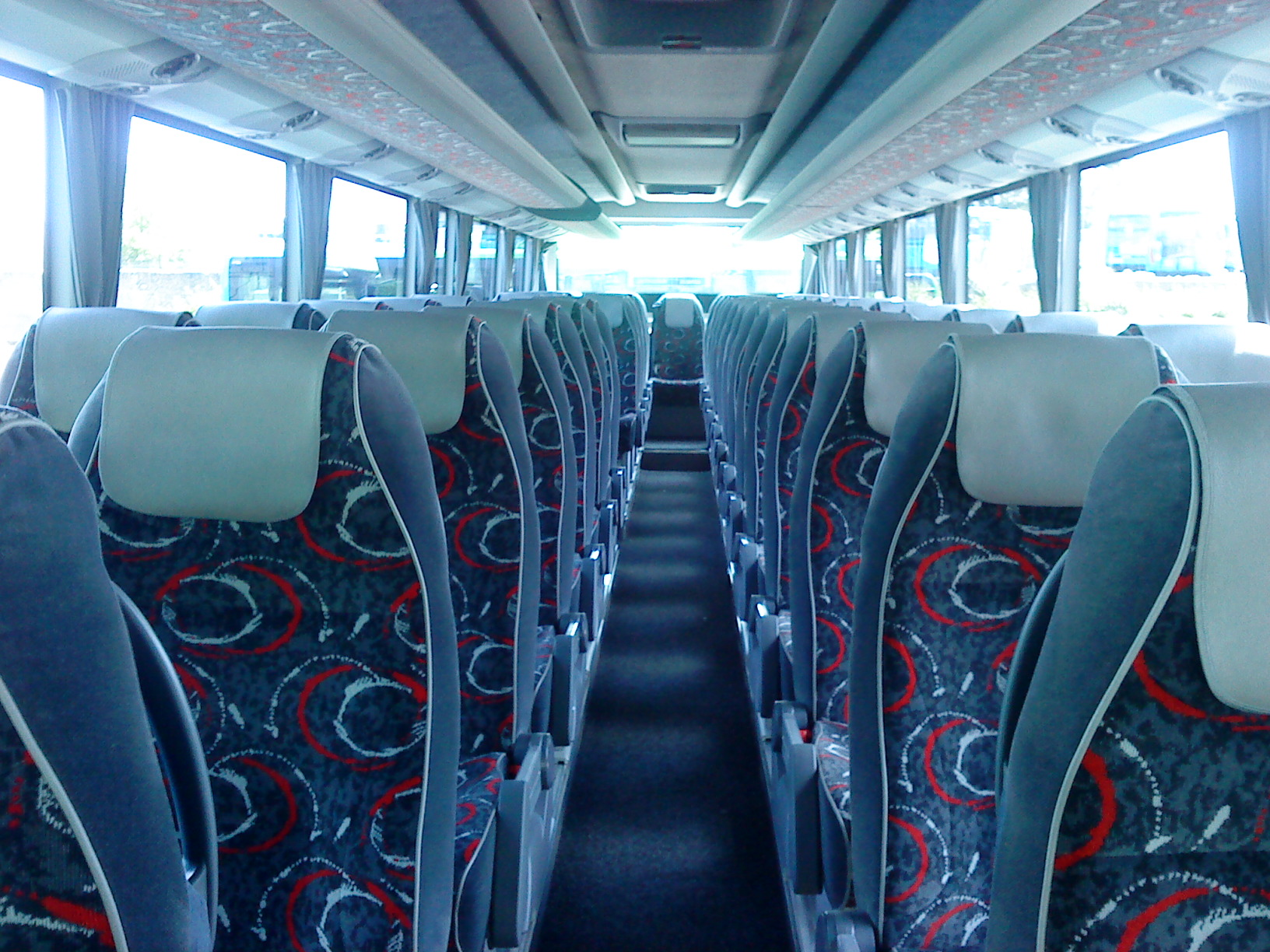
Interior del Irisbus Evadys HD.

- Irisbus Evadys H: Aire acondicionado (en el techo o el compartimento de carga); Compartimentos de carga abatibles (puertas abatibles o de pantógrafo); Rampa de acceso para personas con discapacidad; Portabicicletas (en la parte trasera); Asiento de acompañante.[10]
- Irisbus Evadys HD: Aire acondicionado (en el techo o el compartimento de carga); Compartimentos de carga abatibles (puertas abatibles o de pantógrafo); Rampa de acceso para personas con discapacidad; Portabicicletas (en la parte trasera); Aseos; Vídeo con pantallas LCD y reproductor de DVD; Asiento de acompañante; Litera del conductor.[11]
- Iveco Bus Evadys: Aire acondicionado (en el techo o el compartimento de carga); Compartimentos de carga abatibles (puertas abatibles o de pantógrafo); Rampa de acceso para personas con discapacidad; Portabicicletas (en la parte trasera); Aseos; Vídeo con pantallas LCD y reproductor de DVD; Asiento de acompañante; Litera del conductor.[12]

## Difusión
Gracias a su versatilidad, el Evadys ha cosechado un éxito considerable en Europa. En Italia, varias empresas utilizan este modelo en servicios regulares y con chófer, como SADEM Turín, TIEMME Siena, CLP Nápoles y otras más pequeñas.